# Бій за Ізюм (1918)
Бій за Ізюм 16–17 квітня 1918 — військова операція німецької армії зі звільнення від більшовиків міста Ізюма.

## Історія
На початку квітня влада в місті належала Вітліцькому, під його керівництвом проводилися масові пограбування з міста під прикриттям евакуації вивозилися цінності. Ще до приходу німців із награбованим майном з Ізюма втік командир Ізюмського Красногвардійського загону Тарасенко.
До повного заняття міста німецько-українськими військами, більшовики кілька разів залишали місто через чутки про наближення противника вперше вони покинули місто 10 квітня і незабаром знову повернулися.
16 квітня 1918 року почався запеклий бій між наступаючими частинами Німецької і Армії УНР. Наступаючим частинам протистояли кіннота Ізюмського червоногвардійського кавалерійського загону та Барвінківського червоногвардійського кавалерійського загону, і Ізюмський піхотний полк який нараховував 200 бійців. На допомогу захисникам прийшло два бронепоїзди.
Під натиском переважаючих сил супротивників 6 кавалерійських полків і артилерійського дивізіону. Червоноармійці 17 квітня покинули місто.
За іншими відомостями більшовики покинули місто увечері 16 квітня не вступивши в бій з наступаючим противником, від'їхавши від міста вони відкрили вогонь 8 шрапнельних зарядів по натовпу містян які дивилися як вони залишають місто. 17 квітня в 14:00 в місто залізничними колонами вступили німці яких зустрічали з радістю як своїх визволителів містяни.
Місцеві краєзнавці стверджують, що ніяких запеклих і тривалих боїв за Ізюм просто-напросто не було й бути не могло, бо більшовики втекли з нього заздалегідь[джерело?].